# تكون جبال غرينفيل
تكون جبال غرنفيل (بالإنجليزية: Grenville orogeny)‏، كان حدثًا طويل الأمد لبناء الجبال في حقبة الطلائع الوسطى مرتبطًا بتجمع القارة العظمى رودينيا. سِجِلها حزام تجبلي بارز يمتد على جزء كبير من قارة أمريكا الشمالية، من لابرادور إلى المكسيك، وكذلك إلى إسكتلندا.